# Sărata-Basarab, Botoșani
Sărata-Basarab este un sat în comuna Hănești din județul Botoșani, Moldova, România.
In perioada comunista satul a fost numit Bortilita sau Bortelnita.
 Acest articol despre o localitate din județul Botoșani este deocamdată un ciot. Puteți ajuta Wikipedia prin completarea lui.